# Дриинополь
Дриинополь (Дринополь, греч. Δρυινόπολις) — древний город в Эпире, руины которого, преимущественно римского периода, найдены на юге Албании, в Либохове, в долине реки Дрино.
Город основан под названием Адрианополь (Άδριανούπολις, лат. Hadrianopolis) римским императором Адрианом в начале II века н. э. В Средние века город получил название Дриинополь, которое является искажённой формой названия города Адрианополя. Город был кафедрой Адрианопольской епископии (ныне Дриинопольская, Погонианская и Коницкая митрополия Элладской православной церкви с кафедрой в Делвинакионе). По городу называлась Дринопольской область (ныне Гирокастра), учреждённая императором Василием II.